# برنارد جيرار
برنارد جيرار (بالفرنسية: Bernard Gérard) هو سياسي فرنسي، ولد في 29 أغسطس 1953 في فالنسيان في فرنسا. حزبياً، نشط في الاتحاد من أجل حركة شعبية. وقد انتخب نائب فرنسي عن دائرة Nord's 9th constituency ‏ خلال فترته النيابية (20 يونيو 2012 – 20 يونيو 2017) وانتخب رئيس بلدية مارك إن برول (10 نوفمبر 2001 – ) وانتخب نائب فرنسي عن دائرة Nord's 9th constituency ‏ خلال فترته النيابية ‏ (20 يونيو 2007 – 19 يونيو 2012).